# あなただけを 〜Summer Heartbreak〜
「あなただけを 〜Summer Heartbreak〜」（あなただけを サマー・ハートブレイク）は、サザンオールスターズの楽曲。自身の36作目のシングルとして、タイシタレーベルから8cmCD・カセットテープで1995年7月17日に発売された。
2005年6月25日には12cmCDで再発売されている。2014年12月17日からはダウンロード配信、2019年12月20日からはストリーミング配信が開始されている。

## 背景・制作
前作「マンピーのG★SPOT」から、約2か月ぶりとなるシングル。
本作はアルバム『Young Love』のリードシングルであり、同アルバムのコンセプトに沿って、サポートメンバーをほとんど率いないバンド形態の楽曲や、セルフプロデュースに拘った造りになっている。

## リリース
前作が発売された直後の1995年5月24日に放送されたフジテレビ系列音楽番組『TK MUSIC CLAMP』で司会の小室哲哉に1995年の活動を聞かれた際に桑田は本作発売の2か月前から、本作の発売を匂わせるような発言をしている。

## チャート成績
オリコン週間ランキングでは1993年に発売された「エロティカ・セブン EROTICA SEVEN」以来の1位を獲得し、通算5作目の首位獲得となった。オリコン集計による累計売上枚数は113.2万枚を売り上げ、自身のシングルとしては「エロティカ・セブン EROTICA SEVEN」以来となる通算3作目のミリオンセラーを達成した。
また、タイトルに“夏”または“サマー”がつく楽曲で、本作は歴代4位の売り上げ（オリコン調べ）を記録している。

## 収録曲
- 収録時間：9:56

1. あなただけを 〜Summer Heartbreak〜 (5:13)
（作詞・作曲:桑田佳祐　編曲:サザンオールスターズ　管編曲:山本拓夫 & サザンオールスターズ）
フジテレビ系月9ドラマ『いつかまた逢える』主題歌。また、テレビ朝日系アニメ『クレヨンしんちゃんスペシャル! 家族みんなでハワイだゾ しかもオラ人魚に恋したゾ』エンディングソング[注釈 1]。
ウォール・オブ・サウンドやドリーミーなアレンジが特徴的な楽曲[8]。
桑田は自分が制作した楽曲の中で最も好きな曲と語っている[9]。
公式なミュージック・ビデオのほか、2003年発売のDVD『Inside Outside U・M・I』にイメージビデオが収録され、最後に桑田が少しだけ出演している。
2. LOVE KOREA (4:43)
（作詞・作曲:桑田佳祐　ハングル語補作詞:具善恵　編曲:サザンオールスターズ）
本楽曲の主人公は在日韓国人として生まれ育った男であり、歌詞にも韓国にまつわる言葉が散りばめられている。本楽曲を作ったいきさつについて、桑田は「特に意味があった訳ではなく、最近おいしい韓国料理の店をみつけましてね。その印象からだけなんです（笑）。またまた燃費のいい私が発揮されてしまった」と語っている[10][注釈 3]。
曲中では桑田の敬愛するビートルズの楽曲「バースデイ」のギターリフを、そして自らのデビュー曲「勝手にシンドバッド」のサビのフレーズを引用している。桑田は「ネヴィル・ブラザーズ的な曲をイメージして作ったんです。本物のネヴィルに聴かせたら怒るかもしれない（笑）」と語っている[10]。
『桑田佳祐の音楽寅さん 〜MUSIC TIGER〜』2009年6月8日放送分第8回「寅さんの大阪案内」では鶴橋の焼肉店「喜楽園」を訪れ、本楽曲と朝鮮民謡「アリラン」を歌唱した[13]。
後年には、本楽曲の歌詞や先述の『音楽寅さん』でのジョーク[注釈 4]の影響で「桑田は在日韓国人[注釈 5]」といった出自や思想・民族的立場に関するデマが一部で流れたり[20]、桑田の母校茅ヶ崎市立第一中学校の毎年9月の行事「コミュニティ・サタデー」の中で行われるハングル語の授業の教材として使用されたり[20]、朝鮮日報で本楽曲が取り上げられるなど様々な話題を呼んだ[21]。
音楽評論家の中山康樹は、本楽曲に対して「一聴コミック・ソングのように聞こえるがクオリティの異常に高いポップにしてキャッチーな曲」と述べている[22]。

## 参加ミュージシャン
- 桑田佳祐:Vocal, Guitar(#1,2)
- 大森隆志:Guitar, Chorus(#1,2)
- 原由子:Keyboards, Chorus(#1,2)
- 関口和之:Bass, Chorus(#1,2)
- 松田弘:Drums, Chorus(#1,2)
- 野沢秀行:Percussion, Chorus(#1,2)

- あなただけを 〜Summer Heartbreak〜
  - 山本拓夫:Tenor & Baritone Saxes
  - 荒木敏男:Trumpet
  - 角谷仁宣:Computer Programming
  - 高安錬太郎:Computer Programming
- LOVE KOREA
  - 角谷仁宣:Computer Programming

## 収録アルバム
| 曲名                               | 作品名                          |
| ---------------------------------- | ------------------------------- |
| あなただけを 〜Summer Heartbreak〜 | Young Love                      |
| あなただけを 〜Summer Heartbreak〜 | 海のYeah!!                      |
| あなただけを 〜Summer Heartbreak〜 | バラッド3 〜the album of LOVE〜 |
| LOVE KOREA                         | アルバム未収録                  |

## ミュージック・ビデオ収録作品
| 曲名                               | 作品名                                      | 備考                       |
| ---------------------------------- | ------------------------------------------- | -------------------------- |
| あなただけを 〜Summer Heartbreak〜 | SPACE MOSA 〜SPACE MUSEUM OF SOUTHERN ART〜 | 一部のみ収録。現在は廃盤。 |
| LOVE KOREA                         | 未収録                                      |                            |

## ライブ映像作品
| 曲名                               | 作品名                                                            | 備考                                                                                  |
| ---------------------------------- | ----------------------------------------------------------------- | ------------------------------------------------------------------------------------- |
| あなただけを 〜Summer Heartbreak〜 | ホタル・カリフォルニア                                            |                                                                                       |
| あなただけを 〜Summer Heartbreak〜 | 平和の琉歌 〜Stadium Tour 1996 "ザ・ガールズ万座ビーチ" in 沖縄〜 | DVD版のエクストラメニュー「Stadium Tour 1996 "ザ・ガールズ万座ビーチ"」に一部のみ収録 |
| あなただけを 〜Summer Heartbreak〜 | おいしい葡萄の旅ライブ –at DOME & 日本武道館-                     | 2番のサビの一部が省略されている                                                       |
| LOVE KOREA                         | 未収録                                                            |                                                                                       |